# Sea-skimming
Sea-skimming – profil lotu pocisku manewrującego, zwłaszcza przeciwokrętowego, mający na celu utrudnienie i maksymalne opóźnienie wykrycia pocisku przez sensory celu w postaci radaru i czujników podczerwieni. Profil sea-skimming charakteryzuje się niskim pułapem lotu (między kilka a kilkadziesiąt metrów ponad powierzchnią morza, stąd nazwa skimming, czyli ślizganie się po powierzchni), w związku z czym po wyłonieniu się pocisku lecącego na tak niskim pułapie zza linii horyzontu, obrona celu ma niewiele czasu na reakcję, zwykle - w zależności od prędkości pocisku - kilkanaście do kilkudziesięciu sekund. Lot o profilu sea-skimming, w związku z dużą gęstością mas powietrza atmosferycznego na tej wysokości, wymaga dużego wydatku energetycznego - stąd też pociski sea-skimming poruszają się zwykle z mniejszą prędkością (z reguły mniejszą od prędkości dźwięku) niż pociski pokonujące dystans do celu na wysokim pułapie.